# Amir Ansari (Unternehmer)
Amir Ansari (anhörenⓘ; persisch امیر انصاری [æˈmiːɾ ɛ ænsɑːˈɾiː]; * 1970 in Teheran, Iran) ist ein US-amerikanischer Unternehmer.
Zu Beginn der Islamischen Revolution 1979 emigrierte Ansari in die USA, wo er einen Bachelor-Abschluss erreichte. 1993 gründete er gemeinsam mit seinem Bruder Hamid Ansari und seiner Schwägerin Anousheh Ansari die Telekommunikationsfirma tti (telecom technologies incorporated). Amir wurde technischer Leiter (Chief Technology Officer). Im Jahr 2000 übernahm der US-Konzern Sonus Networks für 550 Millionen US-Dollar tti und Amir arbeitete für kurze Zeit in der Sonus-Tochter INtelligentIP (INIP).
Mit dem Geld von Sonus Networks gründeten die drei Ansaris Anfang 2006 eine neue Firma: Prodea Systems ist eine Kapitalbeteiligungsgesellschaft, die ihren Sitz in Plano (Texas) hat.
Ansari ist einer der größten Stifter des Ansari X-Prize. Der Preis für den ersten privaten Weltraumflug wurde im Mai 2004 nach ihm und seiner Schwägerin Anousheh Ansari benannt.